# The Law and Jake Wade
 The Law and Jake Wade és un western estatunidenc dirigit per John Sturges estrenat el 1958

## Argument
Un antic fugitiu, Jack Wade, esdevingut xèrif s'enfronta al seu antic còmplice, Clint Hollister, que vol recuperar el botí de l'atac d'un banc amagat en una ciutat fantasma. Per això Hollister, amb quatre còmplices, agafa Wade i la seva promesa perquè els ensenyin on es troben els diners.

## Repartiment
- Robert Taylor: Jake Wade
- Richard Widmark: Clint Hollister
- Patricia Owens: Peggy Carter
- Robert Middleton: Ortero
- Henry Silva: Rennie
- DeForest Kelley: Wexler
- Burt Douglas: el tinent
- Eddie Firestone: Burke
- Richard E. Cutting:Luke